# 2016 في رومانيا
فيما يلي قوائم الأحداث التي وقعت خلال عام 2016 في رومانيا.

## سياسة

### تعيين في المنصب
- 23 يونيو – غابريلا فيريا عمدة بوخارست [الإنجليزية]‏.
- 20 ديسمبر – ترايان باسيسكو عضو مجلس شيوخ رومانيا ‏.

### انتهاء فترة المنصب
- 13 يونيو – فاليريو زغونيا President of the Chamber of Deputies of Romania [الإنجليزية]‏.
- 22 يونيو – غابريلا فيريا عضو مجلس شيوخ رومانيا ‏.
- 20 ديسمبر – إيلينا أودريا عضو مجلس النواب في رومانيا.

## رياضة
- 10 يوليو – طواف سيبيو للدراجات 2016 الفائزون Nikolay Mihaylov (cyclist) [الإنجليزية]‏، Alex Turrin [الإنجليزية]‏، فرانسيسكو جافازي.

## وفيات

### فبراير
- 16 فبراير – ميرسيا كوستاشي الثاني (مواليد 1940) لاعب كرة يد روماني.

### مارس
- 11 مارس – يولاندا بالاش (مواليد 1936) منافِسة أوليمبية رومانية.

### أبريل
- 8 أبريل – ميرتشيا ألبوليسكو (مواليد 1934) ممثل روماني.

### يوليو
- 2 يوليو – إيلي فيزيل (مواليد 1928)
- 20 يوليو – رادو بيلاغان (مواليد 1918) ممثل روماني.

### نوفمبر
- 16 نوفمبر – دانيال برودان (مواليد 1972) لاعب كرة قدم روماني.